# エデンの東北
『エデンの東北』（エデンのとうほく）は、深谷かほるによる日本の漫画。月刊『まんがライフオリジナル』（竹書房）で不定期連載中。以前は月刊『まんがくらぶ』（同）でも連載されていた。
東北地方に住む4人家族を中心とした物語。初期は1970年代の暮らしや風俗に思いをはせるような作風だったが、徐々に学校などの人間関係のシビアさが強調され、現代的な要素も取り入れた話になっている。基本的に吉田家の長女、小学生のさゆりが主人公だが、近年は織田が主人公で、高校の同級生や教師などその周辺の人々の話も掲載されている。概して、『まんがくらぶ』は吉田さゆりとその周辺の話、『まんがライフオリジナル』が織田とその周辺の話が掲載されている。

## 登場人物

### 吉田家
さゆり
吉田家の長女で、本作の主人公。小学校に通っている。やや癖のある黒い髪をショートにしている。初期は「おねえちゃん」とだけ表記されていたが、途中でフルネームが判明。脳天気でいい加減な性格だが、疲れて歩けなくなった弟を背負って家まで帰るなど、優しい一面もある。勉強や運動は苦手。食いしん坊で、豪華な食卓やデザートに憧れる。たいていはジーンズ姿だが、初期はスカートやワンピースを着ていることもあった。一時期は服に継ぎが当たっている、顔の産毛が濃くて髭のように見えるなど、生々しい描写も見られた。
八重子
さゆりの母。ウエーブのかかったセミロングヘアで、その時によっていろいろな髪型をしている。美人だが、化粧を落とすと別人のようになる。お洒落には余念がなく、すき焼きの肉の代わりに自分の服を買ってしまうほど。明るくていつも威勢がよい。さゆりの怠けぶりを叱りつけることもあるが、結局のところは家族思いで優しい。家計が苦しいため、作る料理はキャベツ炒めが主。
あきら
さゆりの弟で、幼稚園児。素直で優しく、いつもさゆりに騙されたりいじめられたりしている。泣き虫だが、時たま勇敢な言動を見せることもある。睫毛が長く、着物を着るとさゆりよりも女の子らしく見える。凶暴な動物や、お世辞にも可愛いとは言えない赤ちゃんを「カワイイ」と言って大切にし、よく八重子を辟易させている。
イワオ
さゆりの父。穏やかで優しい性格。酒好きで、酔っ払って帰り肩身の狭い思いをすることもしばしば。帰り道で川に落ちてしまったこともある。結婚前、もし結婚したら自分が子供と荷物の両方を持つと言って八重子の心を射止めたが、現在は酔いつぶれて八重子に運ばれるばかりである。
しんご
吉田家のペット。何の動物かは不明。犬猫くらいの大きさで、しっぽが太い。時折コマの隅で、眠ったり食べたりしている。好物はしょう油。初期は、しんごを主人公とした4コマやショートストーリーも描かれた。

### さゆりの友人
涼子
さゆりの親友で、いつも登下校をともにしている。美人で優しく、男子にも女子にも人気がある。初期は身体が弱く、少しわがままなお嬢様タイプだったが、登場回数が増えるにつれて芯の強い優等生キャラになる。髪が長く、ゆるいウエーブがかかっている。可愛い小物や衣服を身につけており、家は裕福であると思われる。
めぐみ
苗字は不明。さゆりの友達で、ライバルでもある。ややきつい性格で、歯に衣を着せない物言いが特徴。中期以降は気の強さに拍車がかかり、さゆりに対していじめに近い仕打ちをすることも増えたが、基本的に仲は良いようである。髪型は短めのツインテールで、可愛らしいルックス。家はイチゴ農園。
省治
単行本5巻から登場。仙台から引っ越してきて、さゆりのクラスメートになる。女子の人気は高いが、自分の容貌を鼻にかけ、人を小馬鹿にしたような言動が多い。所謂ナルシスト。お土産にもらったスイカを律儀に食べきる、転んだあきらに優しく接するなど、殊勝な面もある。
さとし
さゆりのクラスメートで、憧れの人。スポーツが得意で、将来の夢は野球選手。クリームサンドのクリーム部分が好きで、誕生日にさゆりからクリーム部分だけをもらい、喜んでいた。風に飛ばされたさゆりのパンツを拾い、こっそり返しに来たこともある。

### あきらの友人
サチエ
あきらのガールフレンドで、よく一緒に遊んでいる。女の子らしく大人しい性格だが、髪を短くしてしまったあきらを見て自分もおさげを切り落とすなど、潔いところもある。
一平
あきらの幼稚園の友達。大柄で兄貴分な性格。トイレの個室にホースで水を注ぐなど、悪戯ばかりする一方、あきらや周りの友達に対してさりげない気遣いを見せる。あきらの男らしい言動も、一平の影響が強い。

### 高校生
織田
栄子の高校のクラスメートで、平野の親友。ハンサムで優しく、よく女の子に交際を迫られているが、栄子に片想いをしており、未だ誰とも付き合わずにいる。さゆりは写真を一目見てファンになり、知り合ってからは一緒に出かけたりもしている。
江口栄子
さゆりの家の近所にある、江口風呂店の娘。美人の姉京子と比べられることが多く、自分に自信を持てずにいたが、さゆりの行動を機に同級生の平野と付き合い始める。ストレートの長髪で、大人しめの顔立ち。
平野
栄子の片想いの相手だったが、後に恋人となる。野球部所属。目が一の字のようで、硬派な外見。やや鈍いところもあり、親友の織田が栄子を好きだということに気づいていない。さゆりからは「ヒラメ君」とも呼ばれている。
五本松民江
織田に片思いをしている女子生徒の一人。織田と交際している設定で交換日記を一人で綴っている。第三次世界大戦に備え、常に重たい非常袋を持ち歩いている。

### しんごの仲間
こぶたちゃん
性別は明かされていないが、しんごの態度を見るとガールフレンドのようである。ピンク色の体で、いつも微笑みを浮かべている。しんご中心の4コマ、ショートストーリーにのみ登場。
ばんどり君
しんごの友達。こぶたちゃんのことが好きで、二人の仲を邪魔しようとする。しんごのセーターをからかいながらも奪うなど、ツンデレ的な性格。こぶたちゃんと同じく、4コマなどにのみ登場。

## 書誌情報

### 本編
- 深谷かほる 『エデンの東北』 竹書房〈バンブーコミックス〉、既刊22巻（2021年2月27日現在）
  1. 1991年11月29日発売[1]、ISBN 4-88475-556-1
  2. 1992年6月18日発売[2]、ISBN 4-88475-584-7
  3. 1993年4月8日発売[3]、ISBN 4-88475-630-4
  4. 1994年5月27日発売[4]、ISBN 4-88475-711-4
  5. 1995年3月27日発売[5]、ISBN 4-88475-805-6
  6. 1996年1月27日発売[6]、ISBN 4-8124-5009-8
  7. 1996年11月27日発売[7]、ISBN 4-8124-5104-3
  8. 1998年2月17日発売[8]、ISBN 4-8124-5181-7
  9. 1999年3月27日発売[9]、ISBN 4-8124-5283-X
  10. 2000年11月27日発売[10]、ISBN 4-8124-5440-9
  11. 2017年9月27日発売[11]、ISBN 978-4-8019-6057-2
  12. 2017年10月27日発売[12]、ISBN 978-4-8019-6082-4
  13. 2018年2月27日発売[13]、ISBN 978-4-8019-6191-3
  14. 2018年5月26日発売[14]、ISBN 978-4-8019-6270-5
  15. 2018年9月27日発売[15]、ISBN 978-4-8019-6390-0
  16. 2018年12月17日発売[16]、ISBN 978-4-8019-6469-3
  17. 2019年3月27日発売[17]、ISBN 978-4-8019-6564-5
  18. 2019年8月27日発売[18]、ISBN 978-4-8019-6721-2
  19. 2019年11月27日発売[19]、ISBN 978-4-8019-6804-2
  20. 2020年4月27日発売[20]、ISBN 978-4-8019-6926-1
  21. 2020年9月26日発売[21]、ISBN 978-4-8019-7084-7
  22. 2021年2月27日発売[22]、ISBN 978-4-8019-7217-9

### 外伝外編
- 深谷かほる 『エデンの東北 高校編』 竹書房〈バンブーコミックス〉、全1巻
  - 2011年4月19日発売[23] ISBN 978-4-8124-7540-9

### 愛蔵版
- 深谷かほる 『エデンの東北 愛蔵版』 竹書房〈バンブーコミックス〉、既刊1巻（2013年5月18日現在）
  1. 2013年5月18日発売[24] ISBN 978-4-8124-8177-6
    - 愛蔵版となっているが、一部を除き単行本未収録話が中心となっている。